# Маткульская волость
Маткульская волость (латыш. Matkules pagasts) — одна из семи территориальных единиц Кандавского края Латвии. Находится в западной части края. Граничит с Кандавской и Ванской волостями своего края, Кабильской волостью Кулдигского края и Абавской волостью Талсинского края.
Крупнейшими населёнными пунктами волости являются сёла: Маткуле (волостной центр), Калналангседе и Леяслангседе.
Через Маткульскую волость проходит региональная автодорога P121 Тукумс — Кулдига.
По территории волости протекают реки Румбулите, Имула, Бриежупите.

## История
В 1935 году площадь Маткульской волости Тукумского уезда составляла 151,7 км².
В 1945 году в волости были созданы Амульский, Маткульский и Зилский сельские советы. После отмены в 1949 году волостного деления Маткульский сельсовет входил в состав Кандавского и Тукумского района.
В 1954 году к Маткульскому сельсовету была присоединена территория ликвидированного колхоза «Дзиркстеле» Зилского сельского совета, в том же году территория колхоза «Коммуна» Маткульского сельсовета была присоединена к Айздзирскому сельсовету.
В 1990 году Маткульский сельсовет был реорганизован в волость. В 1997 году Маткульская волость была присоединена к Кандавской сельской территории. В 1999 году город Кандава со своей сельской территорией были подвергнуты новой реорганизации.
В 2009 году, по окончании латвийской административно-территориальной реформы, Маткульская волость, вновь выделенная в самостоятельную единицу, вошла в состав Кандавского края.